# Salvatore Aronica
Salvatore Aronica (Palermo, 20 januari 1978) is een Italiaans voormalig professioneel voetballer die doorgaans als centrale verdediger speelde. Tussen 1994 en 2015 kwam hij uit voor Bagheria, Juventus, Crotone, Ascoli, Messina, Reggina, Napoli, Palermo en opnieuw Reggina.

## Clubcarrière
Aronica begon zijn carrière bij Juventus, dat hem op huurbasis stalde bij het kleinere Crotone. In 2002 werd hij opnieuw verhuurd; nu speelde hij voor de duur van één seizoen bij Ascoli. Via een periode bij Messina en twee seizoenen bij Reggina kwam de centrale verdediger in 2008 bij Napoli terecht. Tijdens de seizoenen 2010/11 en 2011/12 vormde hij een vast trio met Paolo Cannavaro en Hugo Campagnaro centraal in de defensie. Op 10 mei 2012 verlengde Aronica zijn verbintenis met één jaar, plus een optie op een jaar extra. Op 29 december van datzelfde jaar liet hij Napoli achter zich om bij Palermo een contract te tekenen tot medio 2015. In december 2014 verliet hij de club weer. Een maand later tekende hij voor Reggina. In de zomer van 2015 zette Aronica een punt achter zijn carrière.

## Erelijst
| Competitie   | Aantal   | Jaren    |          |          |
| Juventus     | Juventus | Juventus | Juventus | Juventus |
| ------------ | -------- | -------- | -------- | -------- |
| Serie A      | 1        | 1997/98  |          |          |
| Napoli       |          |          |          |          |
| Coppa Italia | 1        | 2011/12  |          |          |